# ألتييرو سبينيلي
ألتييرو سبينيلي (31 أغسطس 1907 - 23 مايو 1986) كان سياسي شيوعي إيطالي ومنظر سياسي وفدرالي أوروبي، يشار إليه على أنه أحد الآباء المؤسسون للاتحاد الأوروبي.
1. 1 2  Altiero Spinelli، QID:Q1868372
2. 1 2  Dalibor Brozović; Tomislav Ladan (1999.), Hrvatska enciklopedija | Altiero Spinelli (بالكرواتية), Leksikografski zavod Miroslav Krleža, OL:120005M, QID:Q1789619 {{استشهاد}}: تحقق من التاريخ في: |publication-date= (help)
3. ↑   http://europa.eu/about-eu/eu-history/founding-fathers/pdf/altiero_spinelli_en.pdf. {{استشهاد ويب}}: |url= بحاجة لعنوان (مساعدة) والوسيط |title= غير موجود أو فارغ (من ويكي بيانات) (مساعدة)